# Jan Opaliński (1546-1598)
Pour les articles homonymes, voir Jan Opaliński.
Jan Opaliński, dit Jan Opalinski le vieux (1546 – 1597/1598) était un noble polonais (Clan Łodzia), castellan polonais de Rogozin, bibliophile. Il a acheté la ville de Sieraków en 1591, ville qui restera longtemps le fief des Opalinski et qui abritera leur château.
Il est le fils Jan Opaliński (1519-1561), marié à Barbara z Ostroroga Lwowska (du clan Nałęcz), in 1580. Il est le père de Jan Opaliński (1581-1637) et Piotr Opaliński (1586-1624), et de deux filles (Zofia et Anna).